# STS-103
STS-103 var en rymdfärjeflygning i det amerikanska rymdfärjeprogrammet. Det var den tjugosjunde flygningen med Discovery. Den sköts upp från Pad 39B vid Kennedy Space Center i Florida den 19 december 1999. Efter nästan åtta dagar i omloppsbana runt jorden återinträdde rymdfärjan i jordens atmosfär och landade vid Kennedy Space Center.
Uppdraget var att serva Rymdteleskopet Hubble.

## Rymdpromenader
Under flygningens tre rymdpromenader bytte man bland annat ut flera av rymdteleskopets gyroskop.

### Statistik
| 1 | Steven L. Smith John M. Grunsfeld | 22 december 1999 18:54 UTC | 23 december 1999 03:09 UTC | 8 tim, 15 min |
| 2 | C. Michael Foale Claude Nicollier | 23 december 1999 19:06 UTC | 24 december 1999 03:16 UTC | 8 tim, 10 min |
| 3 | Steven L. Smith John M. Grunsfeld | 24 december 1999 19:17 UTC | 25 december 1999 03:25 UTC | 8 tim, 8 min  |

## Besättning
- Curtis L. Brown (6), befälhavare
- Scott J. Kelly (1), pilot
- Steven L. Smith (3), uppdragsspecialist
- C. Michael Foale (5), uppdragsspecialist
- John M. Grunsfeld (3), uppdragsspecialist
- Claude Nicollier (4), uppdragsspecialist
- Jean-François Clervoy (3), uppdragsspecialist

## Väckningar
Under Geminiprogrammet började NASA spela musik för besättningar och sedan Apollo 15 har man varje "morgon" väckt besättningen med ett musikstycke, särskilt utvalt antingen för en enskild astronaut eller för de förhållanden som råder.
| Dag | Låt                          | Artist/Kompositör                     |
| --- | ---------------------------- | ------------------------------------- |
| 2   | "Takin' Care of Business"    | Bachman-Turner Overdrive              |
| 3   | "Rendezvous"                 | Bruce Springsteen                     |
| 4   | "Hucklebuck"                 | Beau Jocque and the Zydeco Hi-Rollers |
| 6   | "Magic Carpet Ride"          | Steppenwolf                           |
| 7   | "I'll Be Home for Christmas" | Bing Crosby                           |
| 8   | "We’re So Good Together"     | Reba McEntire                         |
| 9   | "La copa de la vida"         | Ricky Martin                          |